# Krybskytten (film fra 1914)
 For alternative betydninger, se Krybskytten. (Se også artikler, som begynder med Krybskytten)
Krybskytten (originaltitel Kärlek starkare än hat eller Skogsdotterns hemlighet) en svensk stum dramafilm fra 1914 instrueret af Victor Sjöström efter manuskript af Peter Lykke-Seest.

## Handling
Tattar-Johan bor med sin søster dybt inde i skoven, hvor han ernærer sig ved krybskytteri. I landsbyen ser man kun Tattar-Elsa, hans smukke søster, når hun af og til kommer for at handle. Alle mændene kastede deres øjne på hende og en dag forelsker den unge skovrider sig også i hende.
Det passer Tattar-Johan perfekt, og han opfordrer sin søster til at bejle til skovfogeden, så han selv kan jage i fred. Søstere står nu i valget og dilemmaet mellem sine følelser for sin bror og sine følelser for skovfogeden, og det bliver ikke nemmere, da en bonde fortæller hende, at han lige har overrasket Tattar-Johan i krybskytteri. Skovfogeden forlader sin elskede og begiver sig ud i skoven for at arrestere Tattar-Johan og Elsa følger efter. Da de to mænd mødes opstår en hård kamp, hvor skovrideren forsøger at anholde Tattar-Johan, som imidlertid slipper fri og skovfogeden jager herefer Tattar-Johan gennem skov og land.
Johan gemmer sig endelig i den gamle vandmølle, hvori det så lykkes ham at lukke skovrideren ind, så han ikke kan komme ud. Så åbner Johan sluseportene, så strømfaldene kan løbe frit.
Samtidig ankommer Elsa til møllen, og ved siden af strømfaldet udkæmpes nu et slagsmål mellem bror og søster, som ender med, at begge ender i vandet. Johan trækkes ind i hvirvlerne og omkommer, men det lykkes Elsa at komme i land -- og i sidste øjeblik lykkes det også at åbne døren til møllekammeret og redde sin elskede, der er tæt på at drukne i de stigende vandmasser.

## Medvirkende
- Emmy Elffors
- Doris Nelson
- John Ekman
- Richard Lund